# Аннисте, Айвар
Айвар Аннисте (эст. Aivar Anniste; род. 18 февраля 1980, Пылтсамаа, Йыгевамаа) — эстонский футболист, центральный полузащитник, тренер. Выступал за сборную Эстонии.

## Клубная карьера
Выступал за различные клубы Эстонии, а также Норвегии и Швеции. В 2009 году перешёл в футбольный клуб «Флора», за 26 матчей забил 1 гол. В 2010 году завершил профессиональную карьеру, позднее выступал на любительском уровне за «Нымме Юнайтед», «Таллинна Юликоол», «Виймси», резервные команды таллинского «Калева».

## Выступления за сборную
Дебютировал в выступлении за национальную сборную Эстонии по футболу в 1997 году. Завершил карьеру в 2008 году, имея на своем счету 45 матчей за сборную, и 3 гола.

## Тренерская карьера
В начале тренерской карьеры входил в тренерские штабы юношеской и взрослой сборных Эстонии, а также работал с младшими командами клуба «Калев» (Таллин). В начале 2021 года назначен главным тренером клуба совместно с Даниэлем Мейелем, под руководством тренерского дуэта клуб занял второе место в первой лиге и в 2022 году выступал в высшей лиге.
16 декабря 2024 года получил тренерскую лицензию UEFA PRO.